# Frank Bewig
Frank Bewig (* 4. August 1975) ist ein deutscher Politologe und Politiker (CDU). Seit dem 29. März 2023 ist er Bezirksbürgermeister des Berliner Bezirks Spandau.

## Ausbildung und Beruf
Frank Bewig besuchte in Berlin-Spandau von 1982 bis 1988 die Zeppelin-Grundschule und dann bis zum Abitur im Jahr 1997 das Carl-Friedrich-von-Siemens-Gymnasium. Anschließend leistete er bis 1998 Zivildienst in einer Spandauer Einrichtung der Eingliederungshilfe und absolvierte von 1999 bis 2004 ein Studium der Politikwissenschaft an der Freien Universität Berlin, das er als Diplom-Politologe abschloss. Daneben war er bis 2008 als Betreuer in einer Einrichtung der Eingliederungshilfe tätig, wo er ab 2001 Betriebsratsmitglied und Mitglied des Gesamtbetriebsrats war, zudem als Arbeitnehmervertreter Aufsichtsratsmitglied bei einem bundesweit tätigen Pflegeheimbetreiber. 
Von 2005 bis 2007 amtierte Bewig, der seit 1995 Mitglied der CDU ist, als Geschäftsführer der CDU-Fraktion in der Bezirksverordnetenversammlung von Spandau und war von 2007 bis 2014 wissenschaftlicher Mitarbeiter beim Spandauer Bundestagsabgeordneten Kai Wegner. 2014 wurde er im Bezirk Spandau Bezirksstadtrat für Soziales und Gesundheit, ab 2016 bis 2021 Bezirksstadtrat für Bauen, Planen und Gesundheit und von 2021 bis 2023 Bezirksstadtrat für Bildung, Kultur und Sport.
Am 29. März 2023 wählte ihn die Bezirksverordnetenversammlung Spandau mit 43 Stimmen bei 11 Gegenstimmen als Nachfolger von Carola Brückner (SPD) zum Bezirksbürgermeister des Bezirks Spandau.

## Ehrenamtliches Engagement
Von 2006 bis 2014 war Frank Bewig gewähltes Mitglied der Bezirksverordnetenversammlung von Spandau und bekleidete dort die Funktionen des stellvertretenden Fraktionsvorsitzenden und jugendpolitischen Sprechers der CDU-Fraktion, von 2011 bis 2014 war er Vorsteher der Bezirksverordnetenversammlung Spandau.
Er war von 2007 bis 2014 Vorsitzender der Christlich-Demokratischen Arbeitnehmerschaft in Spandau und ist seit 2011 Vorsitzender der CDU Klosterfelde.
1995–2006 trainierte er eine Basketball-Jugendmannschaft, von 2004 bis 2013 war er Vorstandsmitglied des Sport Club Siemensstadt Berlin e. V.